# 263
Évszázadok: 2. század – 3. század – 4. század
Évtizedek: 210-es évek – 220-as évek – 230-as évek – 240-es évek – 250-es évek – 260-as évek – 270-es évek – 280-as évek – 290-es évek – 300-as évek – 310-es évek
Évek: 258 – 259 – 260 – 261 –  262 – 263 – 264 – 265 – 266 – 267 – 268

## Események

### Római Birodalom
- Marcus Nummius Albinust és Dexter Maximust választják consulnak.
- Postumus gall császár visszaveri a frankok és az alemannok betöréseit.
- A Gallienus császárral szövetséges Odaenathus palmürai király feladja a perzsa főváros, Ktésziphón ostromát, mert attól tart, hogy elvágják utánpótlását. Visszatér Antiochiába, ahol felveszi a "királyok királya" címet és társuralkodóvá koronázza kiskorú fiát, Herodianust.

### Kína
- Sze-ma Csao régens, Vej tényleges kormányzója 180 ezres hadsereget gyűjt és ősszel megtámadja a déli Su Han államot, amely belpolitikai válsággal küzd és kimerítették a sorozatos támadások Vej ellen. Liu San, Su Han császára hátravonja a seregeit, hogy bekerítse az előrenyomuló vejieket, de azok túl gyorsan nyomulnak előre és elfoglalják a stratégiai fontosságú Jangan-hágót. Teng Aj veji hadvezér a hágón át behatol a védvonalak mögé, legyőzi Csu-ko Csan sui hadvezért, majd a védtelenül maradt főváros, Csengtu ellen vonul. Liu San császár decemberben kapitulál. Vej annektálja Su Hant.

## Halálozások
- Csu-ko Csan, kínai hadvezér

## Fordítás
- Ez a szócikk részben vagy egészben  a(z)   263 című francia Wikipédia-szócikk ezen változatának fordításán alapul.  Az eredeti cikk szerkesztőit annak laptörténete sorolja fel. Ez a jelzés csupán a megfogalmazás eredetét és a szerzői jogokat jelzi, nem szolgál a cikkben szereplő információk forrásmegjelöléseként.